# Талісман (фільм)
«Талісман» (рос. «Талисман») — радянський художній фільм режисерів Араїка Габріеляна і Веніаміна Дормана, знятий за сценарієм Вікторії Токарєвої на Кіностудії ім. М. Горького у 1983 році.

## Сюжет
Дев'ятикласник Саша Дюкін, на прізвисько «Дюк» на зборах класу заявив, що є талісманом. Його присутність може бути гарантом щасливого кінця справи. Сказав він це радше через образливу думку, що він хлопець хороший, але не більше того, і що його не можна назвати сформованою особистістю. У класі його заява не справила належного враження, але через деякий час навіть найзатятіші скептики переконалися в зворотному. Всі, хто звертався по допомогу до Сашка, були здивовані виконанням будь-яких своїх бажань. У їх виконанні іноді не було нічого таємничого, тому що «Талісман» заздалегідь готував ситуацію для успішного розв'язання цієї проблеми, а іноді траплялися чудові збіги. У відвертій розмові з мамою Сашкові стало соромно, що він створив собі репутацію не зовсім чесним шляхом. Він зізнався перед усім класом в обмані, але хлопці вже звикли до його ролі талісмана і змогли розглянути за містичним туманом добре серце свого товариша.

## У ролях
- Денис Чурмантеєв —  Дюк, Саша Дюкін
- Наталія Варлей —  мама Дюка
- Лідія Федосеєва-Шукшина —  Ніна Георгіївна, класний керівник
- Спартак Мішулін —  директор меблевого магазину, Володимир Петрович Капустін
- Лія Ахеджакова —  Вона
- Борислав Брондуков —  начальник відділення міліції Васильєв
- Елеонора Шашкова —  тітка Зіна
- Світлана Пономарьова —  Маша Архангельська
- Галина Струтинська —  Лариса
- Марія Євстигнеєва —  Мареєва
- Дмитро Усачов — Віталій Резніков

## Знімальна група
- Автор сценарію —  Вікторія Токарєва
- Режисер-постановник —  Араїк Габріелян,  Веніамін Давидов
- Головний оператор —  Петро Катаєв
- Композитор —  Євген Крилатов